# Bruce Greyson
(Charles) Bruce Greyson, nacido en octubre de 1946, es doctor en Medicina (MD) y profesor de Psiquiatría de la Universidad de Virginia. Es coautor de Irreducible Mind (2007) y coeditor de The Handbook of Near-Death Experiences (2009). Greyson ha escrito numerosos artículos en revistas y concedido numerosas entrevistas a los medios, para tratar el tema de las experiencias cercanas a la muerte (ECM).

## Cargos académicos
Bruce Greyson es Profesor de Psiquiatría y director de la Division of Perceptual Studies (DOPS), antes llamada Division of Personality Studies, en la Universidad de Virginia. También es Profesor de Medicina Psiquiátrica en el Departamento de Medicina Psiquiátrica, División de Psiquiatría para pacientes ambulatorios, de la Universidad de Virginia.

## Trabajos de investigación
Bruce Greyson es investigador en el campo de los estudios cercanos a la muerte y ha sido llamado el padre de la investigación en las experiencias cercanas a la muerte. Greyson, junto con Kenneth Ring, Michael Sabom, y otros, basándose en las investigaciones de Raymond Moody, Jr., Noyes Russell y Elisabeth Kübler-Ross. La escala formulada por Greyson para medir los aspectos y características de las experiencias cercanas a la muerte ha sido ampliamente utilizada; citada 95 veces a principios de 2010. También ideó una escala de 19 ítems para evaluar la experiencia del kundalini, llamada Escala de Physio-Kundalini
Greyson escribió el resumen de las experiencias cercanas a la muerte de la Enciclopedia Británica y fue el editor jefe del Journal of Near-Death Studies (anteriormente conocida como Anabiosis) desde 1982 hasta 2007. Greyson ha sido entrevistado o consultado muchas veces en los medios de comunicación sobre el tema de las experiencias cercanas a la muerte.

## Publicaciones destacadas
Greyson es coautor de Irreducible Mind: Toward a Psychology for the 21st Century (Rowman and Littlefield, 2007) (La mente irreducible: Hacia una psicología para el siglo XXI) y coeditor de The Handbook of Near-Death Experiences (Praeger, 2009) (El Manual de Experiencias Cercanas a la Muerte: treinta años de investigación) Ha escrito numerosos artículos en revistas sobre el tema de las ECM; algunos de ellos son:
- Greyson, B (2005). ""False positive" claims of near-death experiences and "false negative" denials of near-death experiences". Death studies.[16]
- Greyson, B, Ring, K. (2004). "The Life Changes Inventory-Revised". Journal of Near-Death Studies.[17]
- Greyson, B, Liester, MB. (2004). "Internal voices following near-death experiences". Journal of Humanistic Psychology.[18]
- Lange, R; Greyson, B; Houran, J (2004). "A Rasch scaling validation of a 'core' near-death experience". British journal of psychology.[19]